# 埃爾斯頓 (愛荷華州)
埃爾斯頓（英語：Ellston）是一個位於美國愛荷華州靈戈爾德縣的城市。

## 地理
埃爾斯頓的座標為40°50′25″N 94°06′31″W / 40.84028°N 94.10861°W，而該地的平均海拔高度為373米（即1224英尺）。

## 人口
根據2010年美國人口普查的數據，埃爾斯頓的面積為0.60平方千米，當中陸地面積為0.60平方千米，而水域面積為0.00平方千米。當地共有人口43人，而人口密度為每平方千米71人。